# ماتيو سوراجنا
ماتيو سوراجنا (بالإيطالية: Matteo Soragna)‏ مواليد 26 ديسمبر 1975 في مانتوفا، هو لاعب كرة سلة إيطالي بدأ مسيرته الاحترافية في سنة 1993. مثّل منتخب بلاده. شارك في مسابقة كرة السلة في الألعاب الأولمبية الصيفية.

## فرق لعب لها
- أورلاندينا باسكيت

## الميداليات
| الميدالية | المسابقة                         |
| --------- | -------------------------------- |
| فضية      | الألعاب الأولمبية الصيفية 2004   |
| برونزية   | بطولة أمم أوروبا لكرة السلة 2003 |

## روابط خارجية
- ماتيو سوراجنا على موقع الاتحاد الدولي لكرة السلة (الإنجليزية)
- ماتيو سوراجنا على موقع الدوري الأوروبي لكرة السلة (الإنجليزية)
- ماتيو سوراجنا على موقع كرة السلة الأوروبية.كوم (الإنجليزية)
- ماتيو سوراجنا على موقع ريلجم (الإنجليزية)
- ماتيو سوراجنا على موقع بروبوليرز (الإنجليزية)
- ماتيو سوراجنا على موقع سبورتس رفرنس (الإنجليزية)
- ماتيو سوراجنا على موقع أوليمبيديا (الإنجليزية)
- ماتيو سوراجنا على موقع اللجنة الأولمبية الإيطالية (الإيطالية)